# Пейя, Александр
Александр Пейя (нем. Alexander Peya; родился 27 июня 1980 года в Вене, Австрия) — австрийский профессиональный теннисист; победитель одного турнира Большого шлема в миксте (Уимблдон-2018); финалист двух турниров Большого шлема (по разу — в мужском парном разряде и миксте); бывшая третья ракетка мира в парном разряде; победитель 17 турниров ATP в парном разряде.

## Общая информация
Александр — один из двух детей в семье; его старшего брата зовут Кристоф. Ныне австриец женат: у него и его супруги Наташи есть двое сыновей — Ноа (род. 2012) и Элайя (род. 2015).
Пейя в теннисе с пяти лет, но до двенадцати лет он совмещал тренировки и игры в этом виде спорта с игрой в футбол. Любимые покрытия — наиболее быстрые; лучшие элементы игры — удар с бэкхенда и действия у сетки.

## Спортивная карьера

### 1998—2010
Начало игровой карьеры австрийца не предвещал сколько-нибудь значимых успехов в будущем: в юниорские годы он ничем не выделялся на фоне сверстников, а в первые годы взрослой карьеры неторопливо поднимался в рейтинге в обеих классификациях. Первые взрослые турниры в основной сетке из цикла «фьючерс» австриец сыграл в 1998 году и в этом же сезоне он выиграл первый титул. Летом 1999 года, вскоре после своего девятнадцатилетия, Пейя совместно с Юргеном Мельцером получил уайлд-кард на парные соревнования в Кицбюэле и дебют в ATP-туре завершился выходом в полуфинал. Через неделю с Георгом Блюмауэром он выиграл первый парный титул на дебютном для себя турнире серии «челленджер». В сентябре того же года Пейя дебютировал в составе австрийской команды в Кубке Дэвиса.
Парные результаты Пейи достаточно быстро стали заметно более качественными, чем их одиночные аналоги. К середине 2000 года Александр впервые вошёл в топ-200, а за следующие три года, в большей степени концентрируясь на выступлениях в одиночном разряде, смог преодолеть ещё сотню строчек в классификации, параллельно записав на свой счёт ещё три титула на «челленджерах». В июле 2001 года Пейя впервые получил приглашение в основную сетку домашнего турнира ATP-тура в Кицбюэле в одиночном разряде и смог в первом круге обыграть чилийца Фернандо Гонсалеса, а затем проиграл № 4 в мире на тот момент Хуану Карлосу Ферреро. В августе он выиграл первый одиночный «челленджер», который проводился в Тольятти. Через год он ещё раз смог выиграть данный «челленджер» в России. В 2002 году австриец впервые сыграл квалификационные матчи на турниры серии Большого шлема, однако попасть в основную сетку ни на одном из них не получилось.
В июле 2003 года Пейя в паре с Юргеном Мельцером добился выхода в первый парный финал в Туре — на домашнем турнире в Кицбюэле, где они уступили титульный матч альянсу Мартин Дамм и Цирил Сук. Осенью Александр смог войти в топ-100 парного рейтинга. В одиночном разряде он смог в ноябре выиграть третий титул на «челленджерах» в карьере. В парах в том сезоне они выиграл три «челленджерах». Сезон 2004 года стал в его исполнении одним из самых успешных в одиночном разряде. В апреле он выиграл «челленджер» в Пусане. На Открытом чемпионате Франции того года он впервые смог пройти квалификационный отбор и сыграть в основной сетке, проиграв в итоге в первом раунде в одиночном разряде и в третьем (с Рогиром Вассеном) в парном. На Уимблдонском турнире Пейя также прошёл квалификацию в одиночном разряде и на этот раз смог пройти во втором раунде. На Открытом чемпионате США он смог также выиграть три матча отбора и уже в основной сетке пробился в третий раунд, обыграв во втором раунде Томаса Энквиста.
В мае 2006 года Пейя в паре с Бьорном Фау вышел в финал грунтового турнира в Мюнхене. На Ролан Гаррос их дуэт смог дойти до четвертьфинала. В июле австрийский теннисист выиграл последний в профессиональной карьере одиночный титул, взяв его на «челленджере» в Стамбуле. В 2007 году австрийцу удалось также добиться некоторых успехов в одиночном разряде. В феврале он единственный раз добрался до полуфинала соревнования основной серии ATP — на зальном турнире в Загребе. В марте он впервые на время поднялся в топ-100 парного рейтинга и в апреле смог подняться на 92-ю строчку в рейтинге.
В 2008 году Пейя в паре с немцем Филиппом Пецшнером дошёл до четвертьфинала Уимблдона. В июле в одиночном разряде он смог доиграть до 1/4 финала турнира на траве в Ньюпорте. Осенью всё с тем же Пецшнером он вышел в третий парный финал в Туре — на турнире в Вене. В 2009 году Пейя на Уимблдоне последний раз отобрался в основную сетку турнира Большого шлема. Постепенно результаты в одиночном разряде стали падать и Пейя постепенно стал больше концентрироваться на играх в парах, проведя последний сезон в одиночках в 2011 году. Несмотря на 73 сыгранных матча в основных сетках соревнований тура ATP и даже один выход в третий раунд на соревнованиях Большого шлема, большей частью проходила в играх на «челленджерах» и «фьючерсах». Из одиннадцати выигранных Александром титулов на этом уровне семь пришлись на «фьючерсы», а пять на «челленджеры».
Некоторое время Александр продолжает выступать на второстепенных турнирах, а успехи на более крупных призах приходят не очень часто: до 2011 года он ещё пару раз играет в финалах соревнований ATP, а также время от времени выдаёт удачные серии на турнирах Большого шлема: на Открытый чемпионат Франции-2006 и Уимблдоне-2008 выходя в четвертьфинал соревнований — один раз вместе с Бьорном Фау, а в другой — вместе с Филиппом Пецшнером. Качественный рывок происходит в сезоне-2011, когда австриец сразу пять раз играет в финалах соревнований основного тура ATP (и выигрывая дебютный титул); три финальные попытки были проведены в альянсе с Кристофером Касом, с которым Пейе удалось улучшить и свой пиковый результат на турнирах Большого шлема: на Уимблдоне он впервые пробился в полуфинал.

### 2011—2019 (успехи в парах: финал в США и № 3 в парном рейтинге, победа в миксте на Уимблдоне)
С 2011 года произошёл качественный рост результатов в парном разряде с двумя основным напарниками по сезону — Кристофером Касом и Оливером Марахом. Летом Кас и Пейя смогли доиграть до полуфинала Уимблдонского турнира, а позже Александр уже с Марахом выиграл свой первый титул в основном туре, взяв его на грунтовом турнире в Гамбурге. В начале октября Пейя впервые вошёл в топ-20 парного рейтинга. В начале 2012 года Марах и Пейя выиграли второй совместный титул на турнире в Окленде. На Олимпийских играх 2012 года в Лондоне он сыграл в команде с Мельцером, однако проиграл уже во втором раунде. С июля Александр начал практиковать выступления с бразильским теннисистом Бруно Соаресом: первое выступление с ним пришлось на грунтовое соревнование в Бостаде, где пара дошла до финала. В итоге им удалось договориться о долговременном сотрудничестве. На своём первом же турнире Большого шлема альянс дошёл до четвертьфинала (на Открытом чемпионате США их остановили Марсель Гранольерс и Марк Лопес), а до конца сезона к этому были добавлены три титула в трёх финалах на турнирах Мирового тура.
Через год качественная составляющая их результатов выросла настолько, что они смогли завершить сезон в статусе второй пары мира. За 2013 год они выиграли пять титулов и трижды добирались до финалов соревнований серии Мастерс, из которых смогли выиграть в Монреале. На Больших шлемах они сумели добиться полуфинала на Ролан Гаррос, а на Открытом чемпионате США сыграли в финале, где небольшая травма Пейи не позволила им достойнее смотреться на фоне Леандра Паеса и Радека Штепанека. Эти результаты позволили австрийцу подняться на самое высокое в своей карьере — третье место парного рейтинга. На Итоговом турнире их пара дошла до полуфинала и Пейя закончил сезона № 4 в мире парного тенниса.
В 2014 году Пейя и Соарес продолжили сотрудничество и в начале сезона смогли дважды выйти в финал, однако на Открытом чемпионате Австралии они проиграли в третьем раунде. В марте Александр и Бруно добрались до финала Мастерса в Индиан-Уэлсе. Далее была серия неудачных выступлений, которая оборвалась с переходом на траву, когда они выиграли турнир в Лондоне и вышли в финал в Истборне. На Уимблдоне они дошли до четвертьфинала. В июле Пейя и Соарес отметились финалом в Габурге на грунте, а в августе на харде выиграли турнир серии Мастерс в Торонто. Открытый чемпионат США, как и Уимблдон, завершился на стадии 1/4 финала. Пейя смог финишировать в топ-10 парного рейтинга второй сезон подряд.
В 2015 году Пейя и Соарес также выиграли два титула в туре. Первый титул они взяли в начале мая на турнире в Мюнхене. На Ролан Гаррос и Уимблдоне их команда достигла четвертьфинала. Помимо этого австриец сумел выйти в финал Уимблдонского турнира в миксте в партнёрстве с Тимейей Бабош. Второго совместного титула в сезоне Пейя и Соарес добились осенью на зальном турнире в Базеле.
В 2016 году прекратилось сотрудничество с Бруно Соаресом и Пейя выступал с разными партнёрами. Начало сезона он провёл в команде с Филиппом Пецшнером и смог с ним трижды дойти до финалов разных турниров. Перед Ролан Гаррос он был заигран с разными партнёрами, однако на кортах в Париже сыграл впервые с поляком Лукашом Куботом и смог достичь полуфинала грунтового Большого шлема. Их сотрудничество продолжилось и дальше по сезону, однако оно принесло им только два выхода в финал и четвертьфинал на Открытом чемпионате США. В августе Пейя сыграл на Олимпийских играх, которые проводились в Рио-де-Жанейро. В паре с Оливером Марахом он вышел в 1/4 финала, где австрийский дуэт проиграл испанцем Марку Лопесу и Рафаэлю Надалю, которые по итогу стали олимпийскими чемпионами.
2017 году австриец сыграл не слишком удачно по сравнению с предыдущими сезонами. Он выиграл один титул в туре — в октябре в Шэньчжэне в партнёрстве с Радживом Рамом. В 2018 году в паре с Николой Мектичем он победил на двух турнирах в туре, одним из которых стал Мастерс в Мадриде. На Ролан Гаррос их команда достигла полуфинала. На Уимблдонском турнире Пейя в возрасте 38 лет смог вписать своё имя в историю тенниса и выиграл первый титул на турнирах серии Большого шлема, взяв его в миксте в альянсе с Николь Мелихар. В финальном матче за титул они проиграли Виктории Азаренко и Джейми Маррея — 7:6(1), 6:3. В 2019 году Пейя принял решение о завершении карьеры, сыграв последний раз в январе на турнире в Сиднее.
Выступления за сборную
С 1999 по 2016 год Александр регулярно призывался в австрийскую команду в Кубке Дэвиса, играя и одиночные и парные встречи. По мере развития парной карьеры Пейи тренерский штаб сборной стал рассматривать Алекандра как одного из основных претендентов на место в заявке сборной в парном матче, а в одиночных играх выпуская его на площадку лишь по большой необходимости. За 17 лет в турнире Александр в сумме сыграл 27 матчей во всех разрядах, выиграв четыре одиночные встречи и семь парных.

## Рейтинг на конец года
| Год  | Одиночный рейтинг | Парный рейтинг |
| 2019 |                   | 711            |
| 2018 |                   | 17             |
| 2017 |                   | 54             |
| 2016 |                   | 23             |
| 2015 |                   | 24             |
| 2014 |                   | 10             |
| 2013 |                   | 4              |
| 2012 |                   | 22             |
| 2011 | 697               | 18             |
| 2010 | 216               | 103            |
| 2009 | 269               | 73             |
| 2008 | 147               | 49             |
| 2007 | 187               | 62             |
| 2006 | 139               | 52             |
| 2005 | 298               | 98             |
| 2004 | 135               | 95             |
| 2003 | 150               | 90             |
| 2002 | 195               | 197            |
| 2001 | 187               | 294            |
| 2000 | 445               | 455            |
| 1999 | 407               | 208            |
| 1998 | 592               | 1 114          |

По данным официального сайта ATP на последнюю неделю года.

## Выступления на турнирах

### Финалы челленджеров и фьючерсов в одиночном разряде (25)

#### Победы (12)
| Условные обозначения |
| Челленджеры (5+28)*  |
| Фьючерсы (7+12)      |

| Титулы по покрытиям | Титулы по месту проведения матчей турнира |
| ------------------- | ----------------------------------------- |
| Хард (7+25)*        | Зал (4+14)                                |
| Грунт (3+5)         | Зал (4+14)                                |
| Трава (0)           | Открытый воздух (8+26)                    |
| Ковёр (2+10)        | Открытый воздух (8+26)                    |

* количество побед в одиночном разряде + количество побед в парном разряде.
| №   | Дата            | Турнир               | Покрытие    | Соперник в финале  | Счёт           |
| 1.  | 24 июля 1998    | Бергхайм, Австрия    | Грунт       | Габрио Кастричелла | 2-6 6-3 6-0    |
| 2.  | 28 февраля 1999 | Сиракуза, Италия     | Грунт       | Фабио Маджи        | 7-5 7-5        |
| 3.  | 5 декабря 1999  | Лагуна-Нигел, США    | Хард        | Тейлор Дент        | 6-4 6-3        |
| 4.  | 21 октября 2000 | Виерумяки, Финляндия | Хард (зал)  | Тапио Нурминен     | 4-6 6-2 6-4    |
| 5.  | 5 ноября 2000   | Хельсинки, Финляндия | Хард (зал)  | Якоб Адактуссон    | 6-2 6-2        |
| 6.  | 18 марта 2001   | Такамори, Япония     | Ковёр (зал) | Тасуку Ивами       | 6-2 6-3        |
| 7.  | 29 апреля 2001  | Мушреф, Кувейт       | Грунт       | Хермес Гамонал     | 6-2 6-3        |
| 8.  | 12 августа 2001 | Тольятти, Россия     | Хард        | Кароль Бек         | 6-2 6-2        |
| 9.  | 21 июля 2002    | Тольятти, Россия     | Хард        | Дмитрий Власов     | 6-4 6-4        |
| 10. | 2 ноября 2003   | Ахен, Германия       | Ковёр (зал) | Юрген Мельцер      | 7-6(2) 6-1     |
| 11. | 4 апреля 2004   | Пусан, Южная Корея   | Хард        | Лу Яньсюнь         | 6-3 5-7 6-3    |
| 12. | 23 июля 2006    | Стамбул, Турция      | Хард        | Роко Каранушич     | 6-7(3) 6-0 6-3 |

#### Поражения (13)
| №   | Дата             | Турнир                        | Покрытие    | Соперник в финале | Счёт        |
| 1.  | 25 июля 1999     | Швац, Австрия                 | Грунт       | Вернер Эшауэр     | 6-7(5) 3-6  |
| 2.  | 26 марта 2000    | Янина, Греция                 | Хард        | Ивайло Трайков    | 5-7 3-6     |
| 3.  | 6 августа 2000   | Будапешт, Венгрия             | Грунт       | Кристиан Плесс    | 5-7 3-6     |
| 4.  | 25 марта 2001    | Сирако, Япония                | Ковёр       | Такахиро Тэрати   | 0-6 2-6     |
| 5.  | 15 июля 2001     | Бристоль, Великобритания      | Трава       | Джейми Дельгадо   | 3-6 1-6     |
| 6.  | 14 июля 2002     | Бристоль, Великобритания      | Трава       | Кароль Бек        | 0-6 3-6     |
| 7.  | 11 сентября 2005 | Донецк, Украина               | Хард        | Лукаш Кубот       | 4-6 2-6     |
| 8.  | 21 мая 2006      | Фергана, Узбекистан           | Хард        | Данай Удомчоке    | 0-6 2-6     |
| 9.  | 30 июля 2006     | Тольятти, Россия              | Хард        | Урос Вико         | 6-3 4-6 1-6 |
| 10. | 24 февраля 2008  | Безансон, Франция             | Хард (зал)  | Марк Жикель       | 6-7(2) 4-6  |
| 11. | 23 марта 2008    | Сараево, Босния и Герцеговина | Хард (зал)  | Андреас Бек       | 3-6 6-7(8)  |
| 12. | 27 февраля 2010  | Сараево, Босния и Герцеговина | Ковёр (зал) | Хенри Континен    | 3-6 6-7(4)  |
| 13. | 27 марта 2010    | Алма-Ата, Казахстан           | Хард (зал)  | Андрей Кузнецов   | 3-6 6-7(1)  |

### Финалы турниров Большого шлема в парном разряде (1)

#### Поражения (1)
| №  | Год  | Турнир                 | Покрытие | Партнёр      | Соперники в финале          | Счёт    |
| 1. | 2013 | Открытый чемпионат США | Хард     | Бруно Соарес | Леандер Паес Радек Штепанек | 1-6 3-6 |

### Финалы турнировATPв парном разряде (46)

#### Победы (17)
| Легенда                                |
| -------------------------------------- |
| Турниры Большого шлема (0+0+1)*        |
| Итоговый турнир ATP (0)                |
| ATP Мастерс 1000 (0+3)                 |
| ATP International Gold / АТР 500 (0+6) |
| ATP International / АТР 250 (0+8)      |

| Титулы по покрытиям | Титулы по месту проведения матчей турнира |
| ------------------- | ----------------------------------------- |
| Хард (0+9)*         | Зал (0+5)                                 |
| Грунт (0+6)         | Зал (0+5)                                 |
| Трава (0+2+1)       | Открытый воздух (0+12+1)                  |
| Ковёр (0)           | Открытый воздух (0+12+1)                  |

* количество побед в одиночном разряде + количество побед в парном разряде + количество побед в миксте.
| №   | Дата             | Турнир                  | Покрытие    | Партнёр       | Соперники в финале              | Счёт                  |
| 1.  | 24 июля 2011     | Гамбург, Германия       | Грунт       | Оливер Марах  | Филип Полашек Франтишек Чермак  | 6-4 6-1               |
| 2.  | 14 января 2012   | Окленд, Новая Зеландия  | Хард        | Оливер Марах  | Филип Полашек Франтишек Чермак  | 6-3 6-2               |
| 3.  | 30 сентября 2012 | Куала-Лумпур, Малайзия  | Хард (зал)  | Бруно Соарес  | Колин Флеминг Росс Хатчинс      | 5-7 7-5 [10-7]        |
| 4.  | 7 октября 2012   | Токио, Япония           | Хард        | Бруно Соарес  | Леандер Паес Радек Штепанек     | 6-3 7-6(5)            |
| 5.  | 28 октября 2012  | Валенсия, Испания       | Хард (зал)  | Бруно Соарес  | Фернандо Вердаско Давид Марреро | 6-3 6-2               |
| 6.  | 17 февраля 2013  | Сан-Паулу, Бразилия     | Грунт (зал) | Бруно Соарес  | Михал Мертиняк Франтишек Чермак | 6-7(5) 6-2 [10-7]     |
| 7.  | 28 апреля 2013   | Барселона, Испания      | Грунт       | Бруно Соарес  | Роберт Линдстедт Даниэль Нестор | 5-7 7-6(7) [10-4]     |
| 8.  | 22 июня 2013     | Истборн, Великобритания | Трава       | Бруно Соарес  | Джонатан Маррей Колин Флеминг   | 3-6 6-3 [10-8]        |
| 9.  | 11 августа 2013  | Монреаль, Канада        | Хард        | Бруно Соарес  | Энди Маррей Колин Флеминг       | 6-4 7-6(4)            |
| 10. | 27 октября 2013  | Валенсия, Испания (2)   | Хард (зал)  | Бруно Соарес  | Боб Брайан Майк Брайан          | 7-6(3) 6-7(1) [13-11] |
| 11. | 15 июня 2014     | Лондон, Великобритания  | Трава       | Бруно Соарес  | Джейми Маррей Джон Пирс         | 4-6 7-6(4) [10-4]     |
| 12. | 10 августа 2014  | Торонто, Канада (2)     | Хард        | Бруно Соарес  | Иван Додиг Марсело Мело         | 6-4 6-3               |
| 13. | 3 мая 2015       | Мюнхен, Германия        | Грунт       | Бруно Соарес  | Александр Зверев Миша Зверев    | 4-6 6-1 [10-5]        |
| 14. | 1 ноября 2015    | Базель, Швейцария       | Хард (зал)  | Бруно Соарес  | Джейми Маррей Джон Пирс         | 7-5 7-5               |
| 15. | 1 октября 2017   | Шэньчжэнь, Китай        | Хард        | Раджив Рам    | Никола Мектич Николас Монро     | 6-3 6-2               |
| 16. | 14 апреля 2018   | Марракеш, Марокко       | Грунт       | Никола Мектич | Бенуа Пер Эдуар Роже-Васслен    | 7-5 3-6 [10-7]        |
| 17. | 13 мая 2018      | Мадрид, Испания         | Грунт       | Никола Мектич | Боб Брайан Майк Брайан          | 5-3 — отказ           |

#### Поражения (29)
| №   | Дата             | Турнир                   | Покрытие   | Партнёр        | Соперники в финале                   | Счёт           |
| 1.  | 27 июля 2003     | Кицбюэль, Австрия        | Грунт      | Юрген Мельцер  | Мартин Дамм Цирил Сук                | 4-6 4-6        |
| 2.  | 7 мая 2006       | Мюнхен, Германия         | Грунт      | Бьорн Фау      | Александр Васке Андрей Павел         | 4-6 2-6        |
| 3.  | 12 октября 2008  | Вена, Австрия            | Хард (зал) | Филипп Пецшнер | Максим Мирный Энди Рам               | 1-6 5-7        |
| 4.  | 27 февраля 2011  | Делрей-Бич, США          | Хард       | Кристофер Кас  | Скотт Липски Раджив Рам              | 6-4 4-6 [3-10] |
| 5.  | 1 мая 2011       | Белград, Сербия          | Грунт      | Оливер Марах   | Филип Полашек Франтишек Чермак       | 5-7 2-6        |
| 6.  | 31 июля 2011     | Гштад, Швейцария         | Грунт      | Кристофер Кас  | Филип Полашек Франтишек Чермак       | 3-6 6-7(7)     |
| 7.  | 27 августа 2011  | Уинстон-Сейлем, США      | Хард       | Кристофер Кас  | Энди Рам Йонатан Эрлих               | 6-7(2) 4-6     |
| 8.  | 15 июля 2012     | Бостад, Швеция           | Грунт      | Бруно Соарес   | Роберт Линдстедт Хория Текэу         | 3-6 6-7(5)     |
| 9.  | 12 мая 2013      | Мадрид, Испания          | Грунт      | Бруно Соарес   | Боб Брайан Майк Брайан               | 2-6 3-6        |
| 10. | 16 июня 2013     | Лондон, Великобритания   | Трава      | Бруно Соарес   | Боб Брайан Майк Брайан               | 6-4 5-7 [3-10] |
| 11. | 21 июля 2013     | Гамбург, Германия        | Грунт      | Бруно Соарес   | Марцин Матковский Мариуш Фирстенберг | 6-3 1-6 [8-10] |
| 12. | 8 сентября 2013  | Открытый чемпионат США   | Хард       | Бруно Соарес   | Леандер Паес Радек Штепанек          | 1-6 3-6        |
| 13. | 3 ноября 2013    | Париж, Франция           | Хард (зал) | Бруно Соарес   | Боб Брайан Майк Брайан               | 3-6 3-6        |
| 14. | 4 января 2014    | Доха, Катар              | Хард       | Бруно Соарес   | Томаш Бердых Ян Гайек                | 2-6 4-6        |
| 15. | 11 января 2014   | Окленд, Новая Зеландия   | Хард       | Бруно Соарес   | Марсело Мело Юлиан Ноул              | 6-4 3-6 [5-10] |
| 16. | 15 марта 2014    | Индиан-Уэлс, США         | Хард       | Бруно Соарес   | Боб Брайан Майк Брайан               | 4-6 3-6        |
| 17. | 21 июня 2014     | Истборн, Великобритания  | Трава      | Бруно Соарес   | Доминик Инглот Трет Конрад Хьюи      | 5-7 7-5 [8-10] |
| 18. | 20 июля 2014     | Гамбург, Германия (2)    | Грунт      | Бруно Соарес   | Марин Драганя Флорин Мерджа          | 4-6 5-7        |
| 19. | 14 июня 2015     | Штутгарт, Германия       | Трава      | Бруно Соарес   | Рохан Бопанна Флорин Мерджа          | 7-5 2-6 [7-10] |
| 20. | 27 сентября 2015 | Санкт-Петербург, Россия  | Хард (зал) | Юлиан Ноул     | Хенри Континен Трет Конрад Хьюи      | 5-7 3-6        |
| 21. | 8 января 2016    | Доха, Катар (2)          | Хард       | Филипп Пецшнер | Марк Лопес Фелисиано Лопес           | 4-6 3-6        |
| 22. | 14 февраля 2016  | Роттердам, Нидерланды    | Хард (зал) | Филипп Пецшнер | Николя Маю Вашек Поспишил            | 6-7(2) 4-6     |
| 23. | 27 февраля 2016  | Акапулько, Мексика       | Хард       | Филипп Пецшнер | Максим Мирный Трет Конрад Хьюи       | 6-7(5) 3-6     |
| 24. | 19 июня 2016     | Халле, Германия          | Трава      | Лукаш Кубот    | Равен Класен Раджив Рам              | 6-7(5) 2-6     |
| 25. | 24 июля 2016     | Вашингтон, США           | Хард       | Лукаш Кубот    | Даниэль Нестор Эдуар Роже-Васслен    | 6-7(3) 6-7(4)  |
| 26. | 30 апреля 2017   | Барселона, Испания       | Грунт      | Филипп Пецшнер | Айсам-уль-Хак Куреши Флорин Мерджа   | 4-6 3-6        |
| 27. | 11 февраля 2018  | София, Болгария          | Хард (зал) | Никола Мектич  | Матве Мидделкоп Робин Хасе           | 7-5 4-6 [4-10] |
| 28. | 25 февраля 2018  | Рио-де-Жанейро, Бразилия | Грунт      | Никола Мектич  | Фернандо Вердаско Давид Марреро      | 7-5 5-7 [8-10] |
| 29. | 6 мая 2018       | Мюнхен, Германия (2)     | Грунт      | Никола Мектич  | Иван Додиг Раджив Рам                | 3-6 5-7        |

### Финалы челленджеров и фьючерсов в парном разряде (61)

#### Победы (40)
| №   | Дата             | Турнир                        | Покрытие    | Партнёр            | Соперники в финале                    | Счёт              |
| 1.  | 8 августа 1999   | Неттингсдорф, Австрия         | Грунт       | Георг Блюмауэр     | Хосе Фронтера Марсело Шарпентье       | 6-7(4) 6-3 7-6(3) |
| 2.  | 12 марта 2000    | Янина, Греция                 | Хард        | Арне Крайтц        | Мартин Бартонек Робин Вик             | 7-6(4) 7-6(6)     |
| 3.  | 19 марта 2000    | Янина, Греция                 | Хард        | Арне Крайтц        | Константинос Икономидис Никос Ровас   | 6-2 7-5           |
| 4.  | 26 марта 2000    | Янина, Греция                 | Хард        | Арне Крайтц        | Камил Пател Жан-Клод Шеррер           | 5-7 7-5 6-4       |
| 5.  | 30 сентября 2000 | Гётеборг, Швеция              | Ковёр (зал) | Арне Крайтц        | Йоэль Кристенсен Карл-Хенрик Хансен   | 6-3 7-6(3)        |
| 6.  | 5 ноября 2000    | Хельсинки, Финляндия          | Хард (зал)  | Арне Крайтц        | Лаури Киски Тимо Ниеминен             | 6-4 6-1           |
| 7.  | 18 марта 2001    | Такамори, Япония              | Ковёр (зал) | Ларс Ибель         | Акира Мацусита Мицуру Такада          | 7-6(6) 4-6 6-3    |
| 8.  | 25 марта 2001    | Сирако, Япония                | Ковёр       | Ларс Ибель         | Бонит Вирьяван Сулистьё Ибово         | 2-6 6-4 6-4       |
| 9.  | 1 апреля 2001    | Исава, Япония                 | Грунт       | Ларс Ибель         | Дзюн Като Хироки Кондо                | 6-4 6-4           |
| 10. | 12 мая 2001      | Тельфс, Австрия               | Грунт       | Томас Штренгбергер | Сантьяго Вентура Марк Форнель Местрес | 4-6 6-3 6-0       |
| 11. | 3 марта 2002     | Хошимин, Вьетнам              | Хард        | Амир Хадад         | Джеймон Крабб Петер Лучак             | 7-6(2) 7-5        |
| 12. | 20 июля 2003     | Тольятти, Россия              | Хард        | Дзюн Като          | Родольф Кадар Бенжамин Кассен         | 7-6(7) 6-4        |
| 13. | 7 сентября 2003  | Брашов, Румыния               | Грунт       | Рогир Вассен       | Леонардо Адзаро Стефано Гальвани      | 6-2 6-4           |
| 14. | 6 декабря 2003   | Ишгль, Австрия                | Ковёр (зал) | Юлиан Ноул         | Джанлука Баццика Массимо Делл’Акква   | 6-2 6-3           |
| 15. | 14 августа 2004  | Грац, Австрия                 | Хард        | Юлиан Ноул         | Эмилио Бенфеле Альварес Джош Гоффи    | 6-4 6-2           |
| 16. | 6 февраля 2005   | Вольфсбург, Германия          | Ковёр (зал) | Филипп Пецшнер     | Ловро Зовко Айсам-уль-Хак Куреши      | 6-2 6-4           |
| 17. | 9 апреля 2005    | Таллахасси, США               | Хард        | Роберт Линдстедт   | Горан Драгичевич Мирко Пехар          | 6-2 7-5           |
| 18. | 31 июля 2005     | Вальядолид, Испания           | Хард        | Матве Мидделкоп    | Стефан Вотерс Яспер Смит              | 7-6(7) 6-3        |
| 19. | 13 августа 2005  | Грац, Австрия                 | Хард        | Юлиан Ноул         | Юхан Ландсберг Жан-Клод Шеррер        | 3-6 6-1 6-2       |
| 20. | 30 октября 2005  | Сеул, Южная Корея             | Хард        | Бьорн Фау          | Рик де Вуст Лукаш Кубот               | 0-6 6-4 [10-7]    |
| 21. | 13 ноября 2005   | Цзянмынь, Китай               | Хард        | Ларс Ибель         | Им Кю-Тхэ Ким Сунчон                  | 7-6(4) 7-5        |
| 22. | 20 ноября 2005   | Цзянмынь, Китай               | Хард        | Ларс Ибель         | Ван Юй Юй Синьюань                    | 7-6(7) 6-4        |
| 23. | 22 апреля 2006   | Кардифф, Великобритания       | Хард (зал)  | Филипп Пецшнер     | Филип Прпич Бьорн Ренквист            | 4-6 6-3 [10-7]    |
| 24. | 30 июля 2006     | Тольятти, Россия              | Хард        | Урос Вико          | Алексей Кедрюк Орест Терещук          | 6-4 6-4           |
| 25. | 5 ноября 2006    | Сеул, Южная Корея             | Хард        | Бьорн Фау          | Флорин Мерджа Данай Удомчоке          | 6-4 6-2           |
| 26. | 12 ноября 2006   | Пусан, Южная Корея            | Хард        | Бьорн Фау          | Санчай Ративатана Сончат Ративатана   | 6-7(3) 6-3 [10-6] |
| 27. | 25 февраля 2007  | Безансон, Франция             | Хард (зал)  | Кристофер Кас      | Грегори Карра Жиль Мюллер             | 6-4 6-4           |
| 28. | 4 марта 2007     | Вольфсбург, Германия          | Ковёр (зал) | Ларс Ибель         | Джошуа Гудолл Ян Мертль               | 6-4 6-4           |
| 29. | 4 ноября 2007    | Ахен, Германия                | Ковёр (зал) | Филипп Пецшнер     | Миша Зверев Доминик Мефферт           | 6-3 6-2           |
| 30. | 11 ноября 2007   | Эккенталь, Германия           | Ковёр (зал) | Филипп Пецшнер     | Ларс Ибель Филипп Маркс               | 6-3 6-4           |
| 31. | 24 февраля 2008  | Безансон, Франция             | Хард (зал)  | Филипп Пецшнер     | Ив Аллегро Хория Текэу                | 6-3 6-1           |
| 32. | 8 июня 2008      | Фюрт, Германия                | Грунт       | Филипп Маркс       | Даниэль Кёллерер Франк Мозер          | 6-3 6-3           |
| 33. | 2 мая 2009       | Тенерифе, Испания             | Хард        | Филипп Пецшнер     | Джошуа Гудолл Джеймс Окленд           | 6-2 3-6 [10-4]    |
| 34. | 8 ноября 2009    | Эккенталь, Германия           | Ковёр (зал) | Михаэль Кольманн   | Игорь Зеленай Филипп Маркс            | 6-4 7-6(4)        |
| 35. | 21 февраля 2010  | Сараево, Босния и Герцеговина | Ковёр (зал) | Филипп Освальд     | Андреас Сильестрём Мартин Эммрих      | 6-3 7-6(2)        |
| 36. | 16 мая 2010      | Пусан, Южная Корея            | Хард        | Рамиз Джунейд      | Пьер-Людовик Дюкло Ян Цзунхуа         | 6-4 7-5           |
| 37. | 23 мая 2010      | Кремона, Италия               | Хард        | Мартин Сланар      | Рик де Вуст Изак ван дер Мерве        | 7-5 7-5           |
| 38. | 21 ноября 2010   | Зальцбург, Австрия            | Хард (зал)  | Мартин Сланар      | Рамиз Джунейд Франк Мозер             | 7-6(1) 6-3        |
| 39. | 16 апреля 2011   | Йоханнесбург, ЮАР             | Хард        | Михаэль Кольманн   | Андре Бегеман Мэттью Эбден            | 6-2 6-2           |
| 40. | 18 марта 2018    | Ирвинг, США                   | Хард        | Филипп Пецшнер     | Раду Албот Мэттью Эбден               | 6-2 6-4           |

#### Поражения (21)
| №   | Дата             | Турнир                        | Покрытие    | Партнёр              | Соперники в финале                   | Счёт              |
| 1.  | 28 февраля 1999  | Сиракуза, Италия              | Грунт       | Константин Грубер    | Тапио Нурминен Стивен Ранджелович    | 4-6 0-6           |
| 2.  | 25 июля 1999     | Швац, Австрия                 | Грунт       | Юрген Мельцер        | Даниэль Караччоло Фернандо лас Эрас  | 1-6 7-6(4) 4-6    |
| 3.  | 22 августа 1999  | Галац, Румыния                | Грунт       | Георг Блюмауэр       | Бенжамин Кассен Микаэль Льодра       | Без игры          |
| 4.  | 12 сентября 1999 | Баньер-де-Бигор, Франция      | Хард        | Ив Аллегро           | Жульен Куас Лионель Ру               | 4-6 3-6           |
| 5.  | 29 апреля 2001   | Мушреф, Кувейт                | Хард (зал)  | Ларс Ибель           | Тодд Перри Филлип Харрис             | 3-6 5-7           |
| 6.  | 23 февраля 2003  | Вольфсбург, Германия          | Ковёр (зал) | Айсам-уль-Хак Куреши | Карстен Браш Аксель Преч             | 4-6 2-6           |
| 7.  | 20 апреля 2003   | Сан-Луис-Потоси, Мексика      | Грунт       | Маркус Ханчк         | Алекс Богомолов Фредерик Нимейер     | 4-6 6-7(5)        |
| 8.  | 22 февраля 2004  | Андрезье-Бутеон, Франция      | Хард (зал)  | Рогир Вассен         | Ив Аллегро Жан-Франсуа Башло         | 4-6 7-5 4-6       |
| 9.  | 19 марта 2006    | Сараево, Босния и Герцеговина | Хард (зал)  | Ларс Ибель           | Илья Бозоляц Виктор Троицки          | 3-6 4-6           |
| 10. | 26 ноября 2006   | Кавана, Австралия             | Хард        | Ларс Ибель           | Роберт Смиц Натан Хили               | 7-5 0-6 [8-10]    |
| 11. | 7 октября 2007   | Монс, Бельгия                 | Хард (зал)  | Филипп Пецшнер       | Томаш Беднарек Филип Полашек         | 2-6 7-5 [8-10]    |
| 12. | 21 октября 2007  | Коллинг, Дания                | Хард (зал)  | Филипп Пецшнер       | Фредерик Нильсен Расмус Норби        | 6-4 3-6 [8-10]    |
| 13. | 23 марта 2008    | Сараево, Босния и Герцеговина | Хард (зал)  | Ловро Зовко          | Юхан Брунстрём Фредерик Нильсен      | 4-6 6-7(4)        |
| 14. | 9 ноября 2008    | Братислава, Словакия          | Хард (зал)  | Филипп Пецшнер       | Лукаш Кубот Франтишек Чермак         | 4-6 4-6           |
| 15. | 22 марта 2009    | Богота, Колумбия              | Грунт       | Фернандо Висенте     | Себастьян Прието Орасио Себальос     | 6-4 1-6 [9-11]    |
| 16. | 19 марта 2010    | Астана, Казахстан             | Хард (зал)  | Александр Слабински  | Евгений Кириллов Александр Кудрявцев | 3-6 4-6           |
| 17. | 9 мая 2010       | Рамат-ха-Шарон, Израиль       | Хард        | Симон Штадлер        | Энди Рам Йонатан Эрлих               | 4-6 3-6           |
| 18. | 18 июля 2010     | Римини, Италия                | Грунт       | Хуан Пабло Бжежицки  | Джулио де Мео Адриан Унгур           | 6-7(6) 6-3 [7-10] |
| 19. | 26 сентября 2010 | Трнава, Словакия              | Грунт       | Мартин Сланар        | Кароль Бек Лукаш Росол               | 6-4 6-7(3) [8-10] |
| 20. | 8 мая 2011       | Прага, Чехия                  | Грунт       | Кристофер Кас        | Лукаш Росол Франтишек Чермак         | 3-6 4-6           |
| 21. | 8 октября 2017   | Гаосюн, Тайвань               | Хард        | Йонатан Эрлих        | Санчай Ративатана Сончат Ративатана  | 4-6 6-1 [6-10]    |

### Финалы турниров Большого шлема в смешанном парном разряде (2)

#### Победы (1)
| №  | Год  | Турнир   | Покрытие | Партнёрша      | Соперники в финале              | Счёт       |
| 1. | 2018 | Уимблдон | Трава    | Николь Мелихар | Виктория Азаренко Джейми Маррей | 7-6(1) 6-3 |

#### Поражения (1)
| №  | Год  | Турнир   | Покрытие | Партнёрша   | Соперники в финале          | Счёт    |
| 1. | 2015 | Уимблдон | Трава    | Тимея Бабош | Мартина Хингис Леандер Паес | 1-6 1-6 |

## История выступлений на турнирах
| Турнир                       | 2002  | 2004  | 2005          | 2006          | 2007          | 2008  | 2009          | 2010          | 2011          | 2012  | 2013          | 2014          | 2015          | 2016  | 2017          | 2018          | Итог   | В/П за карьеру |
| ---------------------------- | ----- | ----- | ------------- | ------------- | ------------- | ----- | ------------- | ------------- | ------------- | ----- | ------------- | ------------- | ------------- | ----- | ------------- | ------------- | ------ | -------------- |
| Турниры Большого шлема       |       |       |               |               |               |       |               |               |               |       |               |               |               |       |               |               |        |                |
| Открытый чемпионат Австралии | -     | -     | -             | -             | 1Р            | 2Р    | 2Р            | -             | 1Р            | 1Р    | 2Р            | 3Р            | 2Р            | 1Р    | 1Р            | 2Р            | 0 / 11 | 7-11           |
| Открытый чемпионат Франции   | -     | 3Р    | -             | 1/4           | 1Р            | 1Р    | 1Р            | -             | 3Р            | 2Р    | 1/2           | 2Р            | 1/4           | 1/2   | 1Р            | 1/2           | 0 / 13 | 23-13          |
| Уимблдонский турнир          | К     | К     | 2Р            | 2Р            | 3Р            | 1/4   | 2Р            | К             | 1/2           | 1Р    | 3Р            | 1/4           | 1/4           | 1Р    | 2Р            | 3Р            | 0 / 13 | 23-13          |
| Открытый чемпионат США       | -     | 2Р    | -             | 2Р            | 1Р            | 1Р    | 1Р            | -             | 1Р            | 1/4   | Ф             | 1/4           | 1Р            | 1/4   | 1Р            | -             | 0 / 12 | 15-12          |
| Итог                         | 0 / 0 | 0 / 2 | 0 / 1         | 0 / 3         | 0 / 4         | 0 / 4 | 0 / 4         | 0 / 0         | 0 / 4         | 0 / 4 | 0 / 4         | 0 / 4         | 0 / 4         | 0 / 4 | 0 / 4         | 0 / 3         | 0 / 49 |                |
| В/П в сезоне                 | 0-0   | 3-2   | 3-1           | 4-3           | 2-4           | 4-4   | 1-4           | 0-0           | 6-4           | 4-4   | 12-4          | 9-4           | 7-4           | 6-4   | 1-4           | 7-3           |        | 68-49          |
| Олимпийские игры             |       |       |               |               |               |       |               |               |               |       |               |               |               |       |               |               |        |                |
| Летняя олимпиада             | НП    | -     | Не проводился | Не проводился | Не проводился | -     | Не проводился | Не проводился | Не проводился | 2Р    | Не проводился | Не проводился | Не проводился | 1/4   | Не проводился | Не проводился | 0 / 2  | 3-2            |
| Итоговый чемпионат ATP       |       |       |               |               |               |       |               |               |               |       |               |               |               |       |               |               |        |                |
| Финал Мирового Тура          | -     | -     | -             | -             | -             | -     | -             | -             | -             | -     | 1/2           | Группа        | -             | -     | -             | Группа        | 0 / 3  | 3-6            |

К — проигрыш в отборочном турнире.
| Турнир                       | 2011  | 2012  | 2013  | 2014  | 2015  | 2016  | 2017  | 2018  | Итог   | В/П за карьеру |
| ---------------------------- | ----- | ----- | ----- | ----- | ----- | ----- | ----- | ----- | ------ | -------------- |
| Турниры Большого шлема       |       |       |       |       |       |       |       |       |        |                |
| Открытый чемпионат Австралии | -     | 1Р    | 1Р    | 2Р    | 1/4   | 2Р    | 2Р    | -     | 0 / 6  | 5-6            |
| Открытый чемпионат Франции   | -     | 2Р    | 1Р    | 2Р    | 1/4   | 1Р    | 2Р    | 1/4   | 0 / 7  | 7-7            |
| Уимблдонский турнир          | -     | 3Р    | 3Р    | 2Р    | Ф     | 1/4   | -     | П     | 1 / 6  | 12-5           |
| Открытый чемпионат США       | 1Р    | -     | 1Р    | 2Р    | 2Р    | -     | -     | -     | 0 / 4  | 2-4            |
| Итог                         | 0 / 1 | 0 / 3 | 0 / 4 | 0 / 4 | 0 / 4 | 0 / 3 | 0 / 2 | 1 / 2 | 1 / 23 |                |
| В/П в сезоне                 | 0-1   | 2-3   | 1-4   | 3-4   | 9-4   | 3-3   | 2-2   | 6-1   |        | 26-22          |